# غلوكوز 6-فسفاتاز
غلوكوز-6- فوسفاتاز هو الإنزيم الذي يحفز عملية فصل مجموعة الفوسفات من غلوكوز-6-فوسفات.
التفاعل المحفز
 <---- H2O + 
يتم تحويل غلوكوز-6- فوسفات إلى غلوكوز عن طريق فصل مجموعة فوسفات. وهذا التفاعل في اتجاه واحد